# Фадєєв Василь Семенович
Василь Семенович Фадєєв (21 січня 1900, тепер Саратовська область, Російська Федерація — 22 грудня 1962, місто Москва) — український радянський діяч, гірничий інженер, начальник комбінату «Ворошиловградвугілля». Герой Соціалістичної Праці (28.08.1948). Депутат Верховної Ради УРСР 2—3-го скликань. Кандидат у члени ЦК КП(б)У в 1949—1952 роках.

## Біографія
Народився в родині селянина-середняка. До 1918 року навчався у гімназії міста Саратова.
У 1918—1919 роках — студент Саратовського університету.
У 1919—1920 роках — у Червоній армії.
У 1921—1924 роках — студент Петроградського (Ленінградського) гірничого інституту. Здобув спеціальність гірничого інженера.
З 1924 року працював на шахтах Донбасу: помічник завідувача шахти, завідувач шахти імені Шмідта тресту «Макіїввугілля», головний інженер шахтоуправління.
Член ВКП(б) з 1936 року.
На 1938—1939 роки — керівник вугільного тресту «Сніжнянантрацит» Сталінської області.
У 1940—1941 роках — головний інженер комбінату «Ворошиловградвугілля» Ворошиловградської області.
У 1941—1942 роках — начальник комбінату «Ворошиловградвугілля».
З 1942 року — начальник тресту «Сталінвугілля» на Уралі; начальник комбінату «Молотоввугілля» Молотовської області РРФСР.
У лютому 1946—1951 роках — начальник комбінату «Ворошиловградвугілля» Ворошиловградської області.
З 1951 року — начальник Держгіртехнагляду; заступник міністра вугільної промисловості СРСР.
Проживав у Москві. Похований на Новодівочому цвинтарі у Москві.

## Нагороди
- Герой Соціалістичної Праці (28.08.1948)
- два ордени Леніна (1.01.1948, 28.08.1948)
- орден Трудового Червоного Прапора (7.07.1935)
- медаль «За трудову відзнаку»
- медаль «За доблесну працю у Великій Вітчизняній війні 1941—1945 рр.»
- медалі